# Босянок Денис Миколайович
Дени́с Микола́йович Босяно́к (8 лютого 1974, Первоуральськ, Свердловська область) — український спортивний телекоментатор. Спеціалізація — футбол (передусім італійський) та хокей (НХЛ).

## Життєпис
У віці трьох з половиною років із мамою та бабусею переїхав до смт Березанка Миколаївської області. Спортом, а насамперед хокеєм, зацікавився з раннього дитинства.
Із 6-го класу почав займатися футболом у дитячо-юнацькій спортивній школі. Був чемпіоном Миколаївської області серед юніорів. Мав шанс зіграти у своїй віковій категорії в чемпіонаті України, але цьому завадив розвал системи дитячо-юнацького футболу наприкінці 1980-х — початку 1990-х.
У підлітковому віці захоплювався програмою «Взгляд», рок-музикою та рок-поезією.
Закінчив факультет журналістики Київського університету ім. Тараса Шевченка (1996). Серед викладачів, чиї лекції слухав, був Олександр Данилович Пономарів — відомий український мовознавець. Коментатор є прихильником чистоти української мови та деколи умисне вживає українські відповідники замість іноземних запозичень, через що інколи отримував критику від керівництва телеканалів.
Спортивну журналістику обрав не одразу, а після того, як попрацював звичайним репортером на каналі з першими недержавними новинами — «TV Табачук». Через два місяці перекваліфікувався на спорт. Після «Табачука» перейшов працювати на «Поверхность ТВ» (з 1997 року), де працює й досі. Довгий час його колегою там був коментатор Дмитро Джулай. Перед тим як стати коментатором, робив програму «Світ спорту», що виходила, зокрема, на каналі УТ-2.
З січня 2012 року по лютий 2013 року коментував НХЛ на телеканалі «Хокей», де дебютував 22 січня, відкоментувавши поєдинок «Едмонтон Ойлерз» — «Калгарі Флеймс».
7 березня 2012 року підписав контракт з Першим національним на коментування матчів Євро-2012. Коментував 6 матчів турніру, в тому числі фінал (у парі з Андрієм Столярчуком).
У 2018 році отримав запрошення від каналу «Інтер» коментувати матчі Чемпіонату світу з футболу 2018 у Росії, але відповів відмовою. «Я швидше піду закривати канал Інтер, ніж там працювати. Не розумію, як може працювати канал з антиукраїнською позицією в такий час» — прокоментував свою відмову Босянок.

## Цікаві факти
- Улюблена футбольна команда — київське «Динамо»[5].
- З іноземних національних збірних вболіває за Італію та Ірландію[5]
- Улюблені українські письменники — Василь Симоненко та Олесь Гончар[5].
- Вирізняється з-поміж інших неабиякою індивідуальністю. Під час коментування одного з матчів англійського Чемпіоншипу прочитав Перший сонет Вільяма Шекспіра українською мовою[6].